# Concierto de Aranjuez

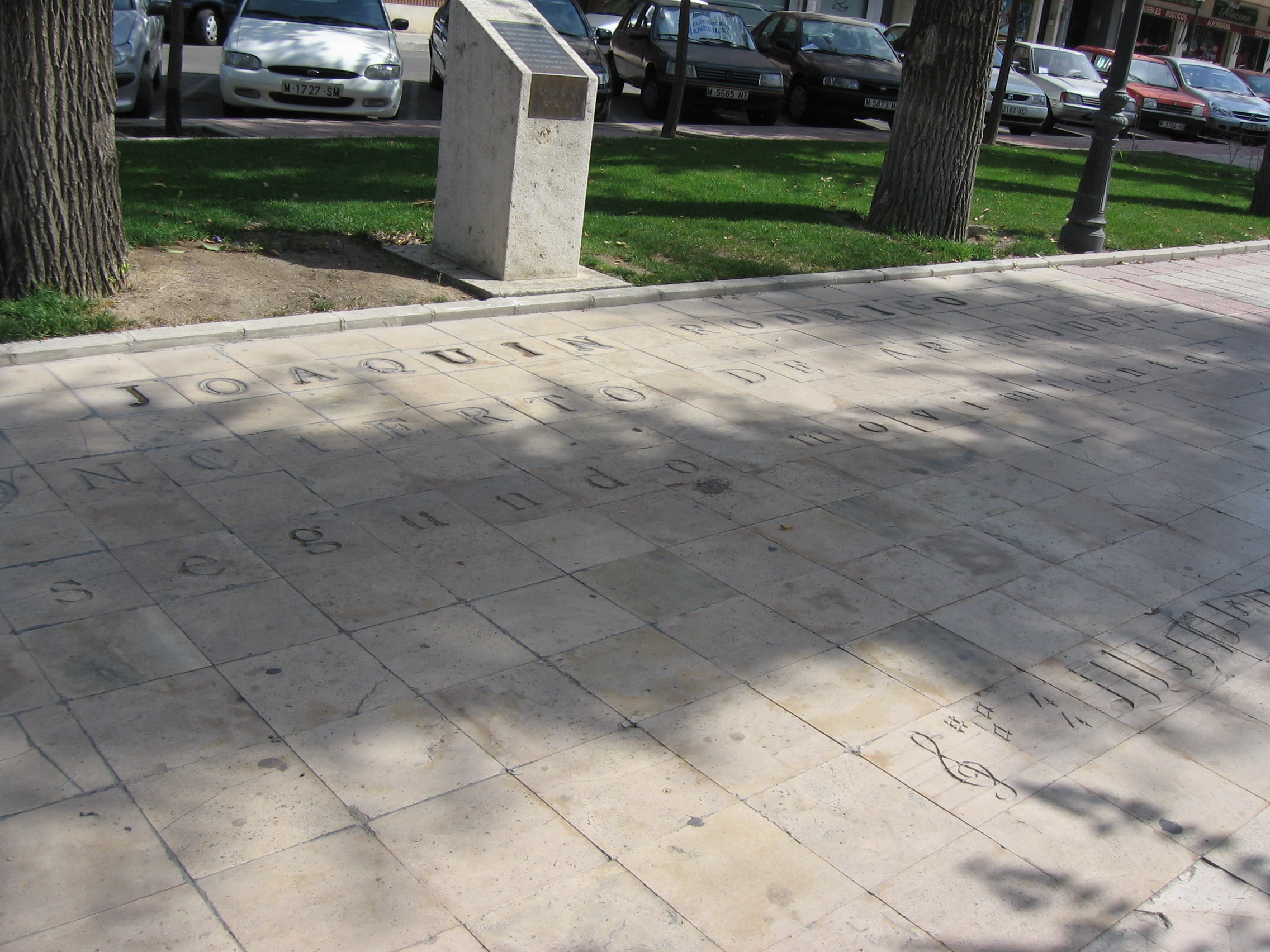
Denkmal für das Concierto de Aranjuez in der Stadt Aranjuez

Das Concierto de Aranjuez ist ein Solokonzert für Gitarre und Orchester von Joaquín Rodrigo (1901–1999). Es wurde im Frühjahr 1939 in Paris komponiert und am 9. November 1940 in Barcelona uraufgeführt. Es ist nicht nur das populärste Werk Rodrigos, sondern auch eines der bekanntesten klassischen Musikstücke des 20. Jahrhunderts.

## Werkbeschreibung
Das Konzert ist der klassischen Konzertform entsprechend in drei Sätze gegliedert. Bei der Komposition stand Rodrigo vor dem Problem, die Gitarre, die als Soloinstrument gegenüber einem Sinfonieorchester viel zu leise ist, in einen ausgewogenen Zusammenklang mit dem Orchester zu integrieren. Rodrigo gelang dies, indem er die Gitarre nie mit dem vollen Orchester zugleich spielen ließ, sondern weitgehend nur mit kleinen Gruppen leiserer Instrumente.
1. Allegro con spirito
Das Tempo und die Stimmung des 1. Satzes (D-Dur) in klassischer Sonatenhauptsatzform wird von den Betonungswechseln eines alternierenden 6/8- und 3/4-Taktes bestimmt, der für zahlreiche populäre Tanzformen des spanischsprachigen Kulturraums charakteristisch ist.
2. Adagio
Der 2. und populärste Satz des Konzerts ist ein langsames, in elegischem Ton gehaltenes Stück in h-Moll. Die melismatisch gestaltete Melodie des Englischhorns ist eine Reflexion des andalusischen Cante jondo.
3. Allegro gentile
Ein heiterer Rondo-Satz in H-Dur im Stil eines höfischen Tanzes, der wiederum von unregelmäßigen Takt- und Rhythmuswechseln lebt, beendet das Werk.

## Geschichte

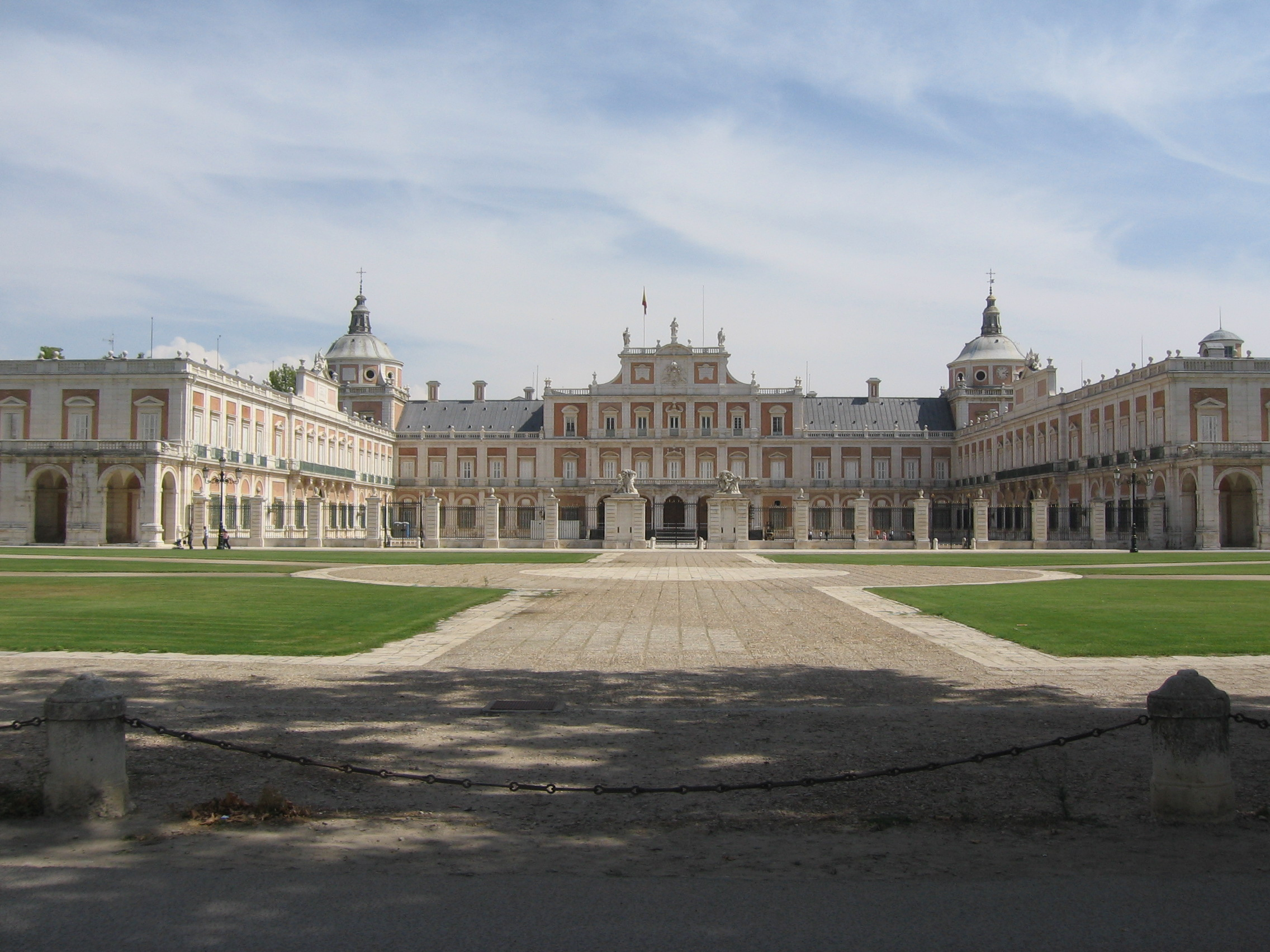
Der Königspalast von Aranjuez

Rodrigo komponierte das Concierto de Aranjuez auf Anregung seines Freundes, des Gitarristen Regino Sáinz de la Maza (1896–1981), der auch den Solopart in der Uraufführung spielte und dem das Werk gewidmet ist.
Rodrigo beschreibt in dem Werk die Gärten des Königlichen Palastes von Aranjuez südlich von Madrid, der Frühjahrsresidenz der spanischen Könige. Aranjuez verkörperte für Rodrigo eine von ihm geschätzte Epoche der Geschichte: die Regierungszeit der letzten spanischen Herrscher vor Napoléon Bonaparte.
Der Komponist fühlte sich dem Palast sehr verbunden: Er war in den Gärten mit seiner zukünftigen Ehefrau oft spazieren gegangen. Im zweiten Satz des Werkes beschrieb Rodrigo seine Gefühle anlässlich der Totgeburt seines erstgeborenen Sohnes und damit verbunden die Bitte an Gott, er möge seine geliebte Ehefrau Victoria (Vicky) am Leben lassen. Victoria war das „Augenlicht“ Rodrigos; er selbst war 1906 infolge einer Diphtherie-Epidemie in seiner Geburtsstadt Sagunto erblindet. 
César de Mendoza Lassalle leitete die Uraufführung am 9. November 1940 im Palau de la Música Catalana in Barcelona mit dem Orquesta Filharmónica de Barcelona.

## Wirkung
Das Concierto de Aranjuez gilt als das bekannteste und beliebteste Werk Rodrigos. 1948 wurde es erstmals mit dem Widmungsträger Regino Sáinz de la Maza als Solisten und dem Orquesta Nacional de España unter Ataúlfo Argenta auf Schellackplatte veröffentlicht. 1956 wurde das Werk mit Narciso Yepes erstmals auf Vinylschallplatte veröffentlicht. Der Flamenco-Gitarrist Paco de Lucía interpretierte zusammen mit dem Orquesta de Cadaqués unter der Leitung von Edmon Colomer das Konzert 1991 neu.  Rodrigo befand, Paco de Lucías Interpretation sei die brillanteste aller bisherigen. Rodrigo schuf auch eine Bearbeitung für Harfe und Orchester.
Das Werk ist nicht nur durch unzählige klassische Orchester interpretiert worden, sondern wurde auch durch zahlreiche Bearbeitungen populär, etwa von Miles Davis auf dem 1959 entstandenen Musikalbum Sketches of Spain, dem Klarinettisten Jean-Christian Michel sowie mit Laurindo Almeida vom Modern Jazz Quartet. 
1975 veröffentlichte Jim Hall (Jazzgitarre) eine bekannt gewordene Version (19 Minuten) mit Paul Desmond (Altsaxophon) und Chet Baker (Trompete) auf seiner LP Concierto.
Der experimentelle Gitarrist Buckethead zollte 2002 auf seinem Album Electric Tears mit seiner Version des Adagios namens Sketches of Spain Miles Davis und Rodrigo Tribut.
Der britische Easy-Listening-Bandleader Geoff Love – unter seinem Pseudonym Manuel and the Music of the Mountains – machte das Thema des zweiten Satzes 1976 zu einem Nummer-drei-Hit in den britischen Singlecharts. Love nannte das Stück Rodrigo’s Guitar Concerto de Aranjuez (Theme from 2nd Movement). 
Die Pop-Sängerin Sophie Zelmani veröffentlichte 2005 eine „Aranjuez“-Version ihres Liedes So Long, in dem sie Rodrigo zitiert (A Decade of Dreams, 1995–2005). 
Der zweite Satz wird außerdem in einer Szene des Films Brassed Off intoniert.
Der Gitarrist Carlos Santana veröffentlichte 1994 auf seinem Album Santana Brothers eine Version unter dem Titel En Aranjuez Con Tu Amor.
Bei einer 2005 von Sharon Isbin entstandenen Aufnahme setzt der E-Gitarrist Steve Morse nach einer Weile improvisierend ein. Bereits 1967 hatte Richard Anthony eine von Guy Bontempelli getextete, 4:50 Minuten lange französischsprachige Gesangsfassung des Adagios unter dem Titel Aranjuez, mon amour veröffentlicht, die später von Nana Mouskouri, Amália Rodrigues und Jean-François Maurice gecovert wurde.
Die libanesische Sängerin Fairuz verwendete die Melodie des Adagios für ihr 1987 veröffentlichtes Lied Li Beirut über den libanesischen Bürgerkrieg.
Als Rodrigo 1991 durch König Juan Carlos I. in den erblichen spanischen Adelsstand erhoben wurde, erhielt er in Anlehnung an seine Komposition den Titel eines Marqués de los Jardines de Aranjuez.
Eine Hommage an Joaquín Rodrigo anlässlich seines 90. Geburtstages erlebt man in dem Kurzfilm Concierto de Aranjuez (Shadows and Light) von Larry Weinstein (1993).